# Linyphiinae
Linyphiinae Blackwall, 1859 è una sottofamiglia di ragni appartenente alla famiglia Linyphiidae.

## Etimologia
Il nome deriva dal greco λινυφικός, linyphikòs, cioè che tesse il lino, per la sottigliezza e diafanità della ragnatela, ed il suffisso -inae, che designa l'appartenenza ad una sottofamiglia.

## Distribuzione
Dei 69 generi oggi noti di questa sottofamiglia, due, Bathyphantes e Linyphia sono cosmopoliti; a seguire, per areale più esteso, vanno considerati i seguenti generi: Allomengea, Diplostyla, Estrandia, Kaestneria, Pityohyphantes, Porrhomma e Taranucnus, i cui esemplari sono stati rinvenuti in diverse località dell'intera regione olartica.

## Tassonomia

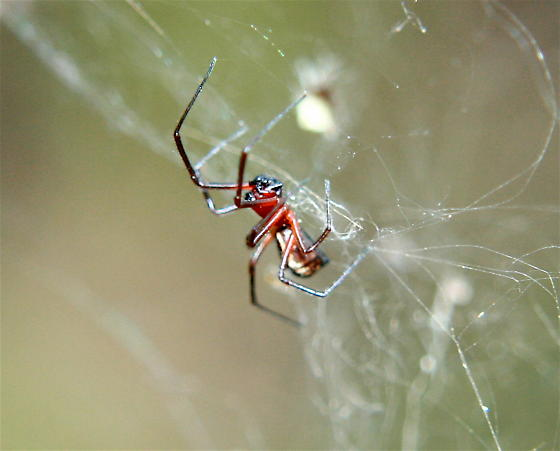
Frontinella communis, maschio

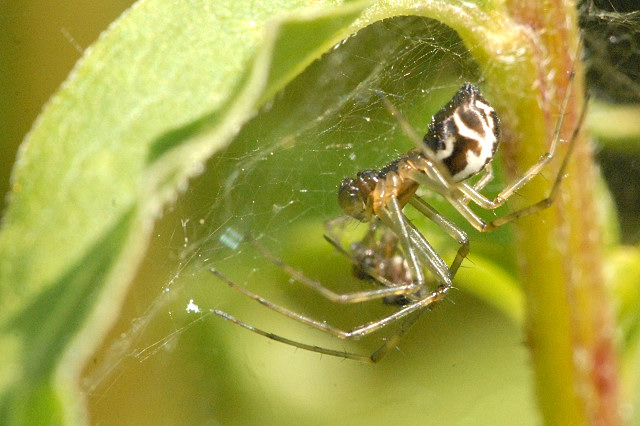
Frontinellina frutetorum

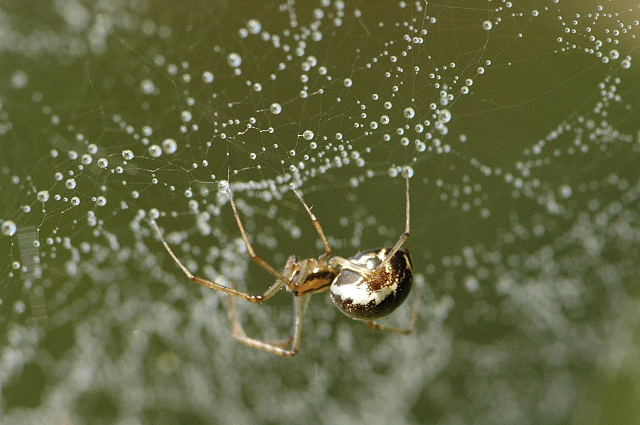
Linyphia hortensis, femmina

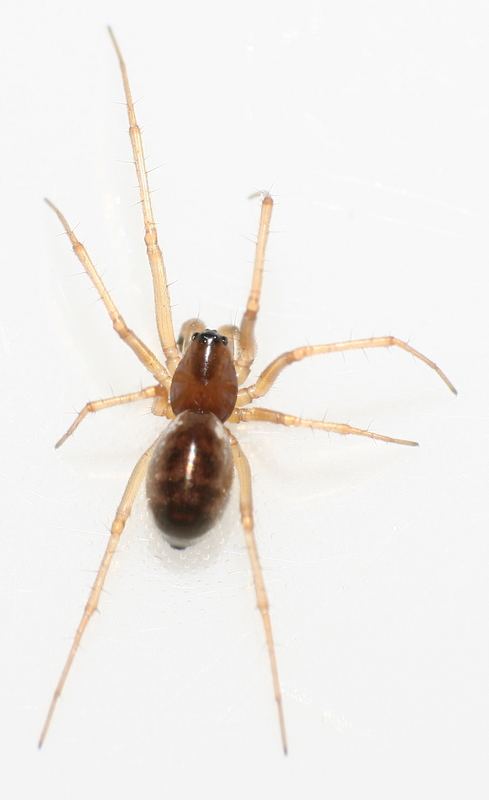
Microlinyphia pusilla

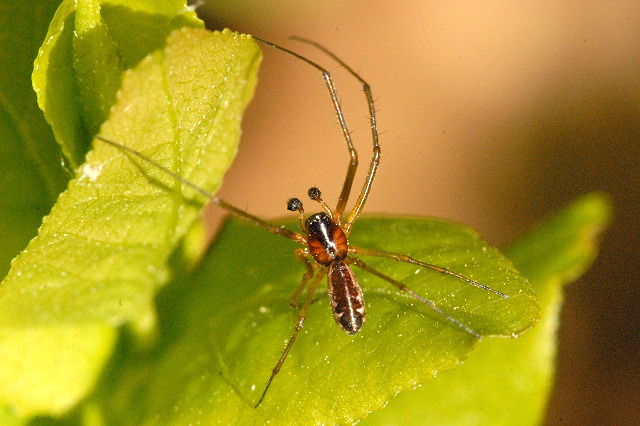
Neriene peltata

Ad ottobre 2012, gli aracnologi sono concordi nel suddividerla in 69 generi:
1. Allomengea Strand, 1912 - Regione olartica (6 specie)
2. Asiophantes Eskov, 1993 - Russia centrale (2 specie)
3. Australolinyphia Wunderlich, 1976 - Queensland (Australia) (1 specie)
4. Bathylinyphia Eskov, 1992 - Asia orientale (Russia, Cina, Corea, Giappone) (1 specie)
5. Bathyphantes Menge, 1866 - cosmopolita (58 specie)
6. Caenonetria Millidge & Russell-Smith, 1992 - Borneo (1 specie)
7. Chiangmaia Millidge, 1995 - Thailandia (2 specie)
8. Cryptolinyphia Millidge, 1991 - Colombia (1 specie)
9. Diploplecta Millidge, 1988 - Nuova Zelanda (7 specie)
10. Diplostyla Emerton, 1882 - Regione olartica (1 specie)
11. Diplothyron Millidge, 1991 - Venezuela (1 specie)
12. Dunedinia Millidge, 1988 - Nuova Zelanda e Australia (5 specie)
13. Estrandia Blauvelt, 1936 - Regione olartica (1 specie)
14. Eurymorion Platnick, 1993 - Brasile, Bolivia (5 specie)
15. Frontella Kulczyński, 1908 - Russia asiatica (1 specie)
16. Frontinella O.Pickard-Cambridge, 1902 - America centrale e settentrionale, Cina (9 specie e 1 sottospecie)
17. Frontinellina van Helsdingen, 1968 - Europa, Africa e Asia (3 specie)
18. Frontiphantes Wunderlich, 1987 - isola di Madeira (1 specie)
19. Fusciphantes Oi, 1960 - Giappone (8 specie)
20. Graphomoa Chamberlin, 1924 - USA (1 specie)
21. Heterolinyphia Wunderlich, 1973 - Nepal, Bhutan, Kashmir (2 specie)
22. Jalapyphantes Gertsch & Davis, 1946 - Messico, Ecuador (4 specie)
23. Kaestneria Wiehle, 1956 - Regione olartica, Asia sudorientale (7 specie)
24. Kenocymbium Millidge & Russell-Smith, 1992 - Sumatra, Thailandia (2 specie)
25. Ketambea Millidge & Russell-Smith, 1992 - Giava, Sumatra (3 specie)
26. Knischatiria Wunderlich, 1976 - Asia sudorientale e Australia (3 specie)
27. Koinothrix Jocqué, 1981 - isole Capo Verde (1 specie)
28. Labulla Simon, 1884 - Europa e Asia (4 specie)
29. Labullinyphia van Helsdingen, 1985 - Sri Lanka (1 specie)
30. Laetesia Simon, 1908 - Oceania (Nuova Zelanda, Australia, Isole Auckland, Nuove Ebridi) e Thailandia (24 specie)
31. Laperousea Dalmas, 1917 - Australia, Nuova Zelanda, Tasmania (2 specie)
32. Limoneta Bosmans & Jocqué, 1983 - Camerun, Kenya e Sudafrica (2 specie)
33. Linyphantes Chamberlin & Ivie, 1942 - America settentrionale e centrale (19 specie)
34. Linyphia Latreille, 1804 - cosmopolita (81 specie)
35. Microbathyphantes van Helsdingen, 1985 Asia orientale e sudorientale, Africa centrale e Oceania (5 specie)
36. Microlinyphia Gerhardt, 1928 - America settentrionale, Africa, Europa e Asia (11 specie)
37. Millidgea Locket, 1968 - Angola (3 specie)
38. Moreiraxena Miller, 1970 - Angola (1 specie)
39. Napometa Benoit, 1977 - isola di Sant'Elena (2 specie)
40. Nentwigia Millidge, 1995 - Thailandia, Krakatoa (1 specie)
41. Neriene Blackwall, 1833 - Asia, Europa, Africa e America settentrionale (55 specie)
42. Novafrontina Millidge, 1991 - America meridionale e centrale (3 specie)
43. Novalaetesia Millidge, 1988 - Nuova Zelanda (2 specie)
44. Oaphantes Chamberlin & Ivie, 1943 - Stati Uniti (1 specie)
45. Oilinyphia Ono & Saito, 1989 - Thailandia e isole Ryukyu (2 specie)
46. Ophrynia Jocqué, 1981 - Africa centrale (prevalentemente Tanzania) (12 specie ed una sottospecie)
47. Orsonwelles Hormiga, 2002 - isole Hawaii (13 specie)
48. Pacifiphantes Eskov & Marusik, 1994 - USA, Canada, Russia, Cina (2 specie)
49. Palaeohyphantes Millidge, 1984 - Nuovo Galles del Sud (1 specie)
50. Pecado Hormiga & Scharff, 2005 - Spagna, Marocco, Algeria (1 specie)
51. Pityohyphantes Simon, 1929 - regione olartica (16 specie e due sottospecie)
52. Plectembolus Millidge & Russell-Smith, 1992 - Sumatra, Filippine, Malaysia (5 specie)
53. Plesiophantes Heimer, 1981 - Russia, Georgia, Turchia (3 specie)
54. Plicatiductus Millidge & Russell-Smith, 1992 - Celebes (1 specie)
55. Pocobletus Simon, 1894 - dalla Costarica al Venezuela, isola Saint Vincent (Antille) (2 specie)
56. Porrhomma Simon, 1884 - regione olartica (32 specie ed una sottospecie)
57. Priperia Simon, 1904 - isole Hawaii (1 specie)
58. Proelauna Jocqué, 1981 - Angola, Tanzania, Malawi (1 specie)
59. Prosoponoides Millidge & Russell-Smith, 1992 - Sumatra, Borneo, Thailandia e Cina (4 specie)
60. Pseudowubana Eskov, 1992 - Russia, Mongolia (1 specie)
61. Sinolinyphia Wunderlich & Li, 1995 - Cina (1 specie)
62. Sthelota Simon, 1894 - Panama, Guatemala (2 specie)
63. Taranucnus Simon, 1884 - regione olartica (4 specie)
64. Tmeticides Strand, 1907 - Madagascar (1 specie)
65. Tomohyphantes Millidge, 1995 - isola di Krakatoa (2 specie)
66. Turinyphia van Helsdingen, 1982 - Regione paleartica (Europa meridionale, Cina, Giappone, Corea, isole Azzorre, isola di Madeira) (4 specie)
67. Uahuka Berland, 1935 - isole Marchesi (2 specie)
68. Uapou Berland, 1935 - isole Marchesi (1 specie)
69. Ulugurella Jocqué & Scharff, 1986 - Tanzania (1 specie)